# SWEEPS-10
SWEEPS-10 je od června 2007 kandidátem na označení „planeta s nejkratší oběžnou dráhou“, jaká kdy byla pozorována. Svou hvězdu (označení SWEEPS J175902.00−291323.7) oběhne za pouhých 10 hodin. SWEEPS-10 se nachází 1,2 milionu kilometrů od své hvězdy, což je přibližně trojnásobek vzdálenosti Měsíce od Země. Je tedy i jednou z nejžhavějších planet, které byly kdy detekovány. Předpokládaná teplota povrchu činí 1 650 stupňů Celsia. „Velikost této planety se odhaduje na 1,6násobek planety Jupiter, avšak je možné, že gravitace tak blízké hvězdy by tuto planetu mohla rozmetat na kusy“, tvrdí vedoucí výzkumného týmu Kailash Sahu ze Space Telescope Science Institute ve městě Baltimore v Marylandu (USA). Tato extrémně krátká doba oběhu poukazuje nejspíše na fakt, že planeta obíhá kolem trpasličí hvězdy.
Život této planetě umožňuje relativně nízká teplota zmíněné trpasličí hvězdy. Extrémně krátké oběžné dráhy se totiž většinou vyskytují u červených trpaslíků, kteří jsou menší a chladnější než naše Slunce.